# Monika Hamann
Monika Hamann, née Meyer le 8 juin 1954, est une athlète est-allemande, spécialiste du sprint.
Aux Championnats d'Europe d'athlétisme de 1978 à Prague, elle faisait partie (avec Johanna Klier, Carla Bodendorf et Marlies Göhr) du relais 4 × 100 m qui remporta la médaille de bronze du relais 4 × 100 m. Elle termina encore au pied du podium sur 100 et 200 m.

## Palmarès

### Championnats d'Europe d'athlétisme
- Championnats d'Europe d'athlétisme de 1978 à Prague ( Tchécoslovaquie)
  - 4e sur 100 m
  - 4e sur 200 m
  -  Médaille de bronze en relais 4 × 100 m